# 伊藤健太郎 (陸上選手)

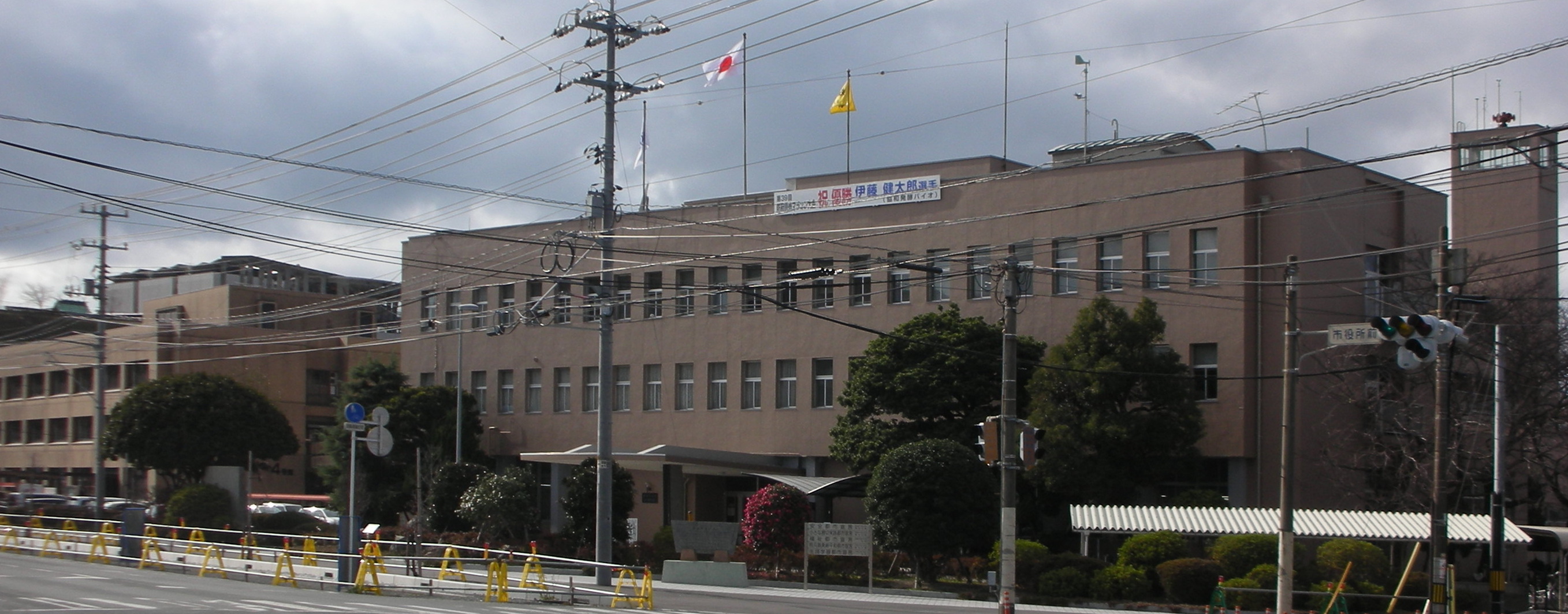
伊藤の防府読売マラソン優勝を祝し、防府市役所には看板が取り付けられた（2009年1月）

伊藤 健太郎（いとう けんたろう、1980年3月21日 - ）は、日本の陸上競技選手。専門は中距離走・長距離走。

## 経歴
山口県周南市出身。山口県立南陽工業高等学校を卒業後、地元に事業拠点を置く協和発酵工業に入社。同じく地元出身の金次光行を監督に、新たに陸上部を立ち上げ、以後、監督1人に部員1人という体制で地元を中心に走り続けている異色のランナーである。なお、協和発酵の防府の事業拠点は、キリングループ入りで現在の協和発酵キリンに変わった際分社され、協和発酵バイオの拠点の一つとなっており、伊藤も同社の陸上部員という扱いである。
地元で開催される防府読売マラソンのほか、福岡国際マラソン、別府大分毎日マラソン、九州一周駅伝山口県選手団など、九州・山口を中心とした様々な大会に出場している。マラソン大会では主に一般参加である。
伊藤が改めて注目される契機となったのは、招待選手として参加した第39回防府読売マラソンである。レースは北京オリンピックマラソンモンゴル代表のセルオド・バトオチルが10km手前で飛び出し独走態勢を築いたものの、伊藤は糟谷悟（トヨタ紡織）との2位争いを制すと38km手前でバトオチルをかわし、最後は疲労困憊となりながらも後続に1分以上の差をつけ、悲願の初優勝を成し遂げた。なお、防府のコースは一部が普段の練習コースであるという。

## 伊藤独自の走法
伊藤の走りのスタイルについては、水泳の面被りクロールのように手を漕ぐようにぐるぐると腕を回しながら走ることから、一部で“競泳走法”と呼ばれている。

## 主な成績
- 2001年12月16日 第32回防府読売マラソン 4位/日本選手1位（2時間13分44秒）
- 2008年12月21日 第39回防府読売マラソン 優勝（2時間16分01秒）